# Celia Baudot de Moschini
Celia Baudot de Moschini (1910-2006) fue una gran ajedrecista argentina que ostentó el título de Maestro Internacional Femenino (Woman International Master) en 1954. Ganó seis veces el Campeonato Argentino Individual Femenino, que es una categoría del Campeonato Argentino de Ajedrez, también ganó dos veces el Campeonato Sudamericano Femenino y participó dos veces del Campeonato Mundial Femenino.

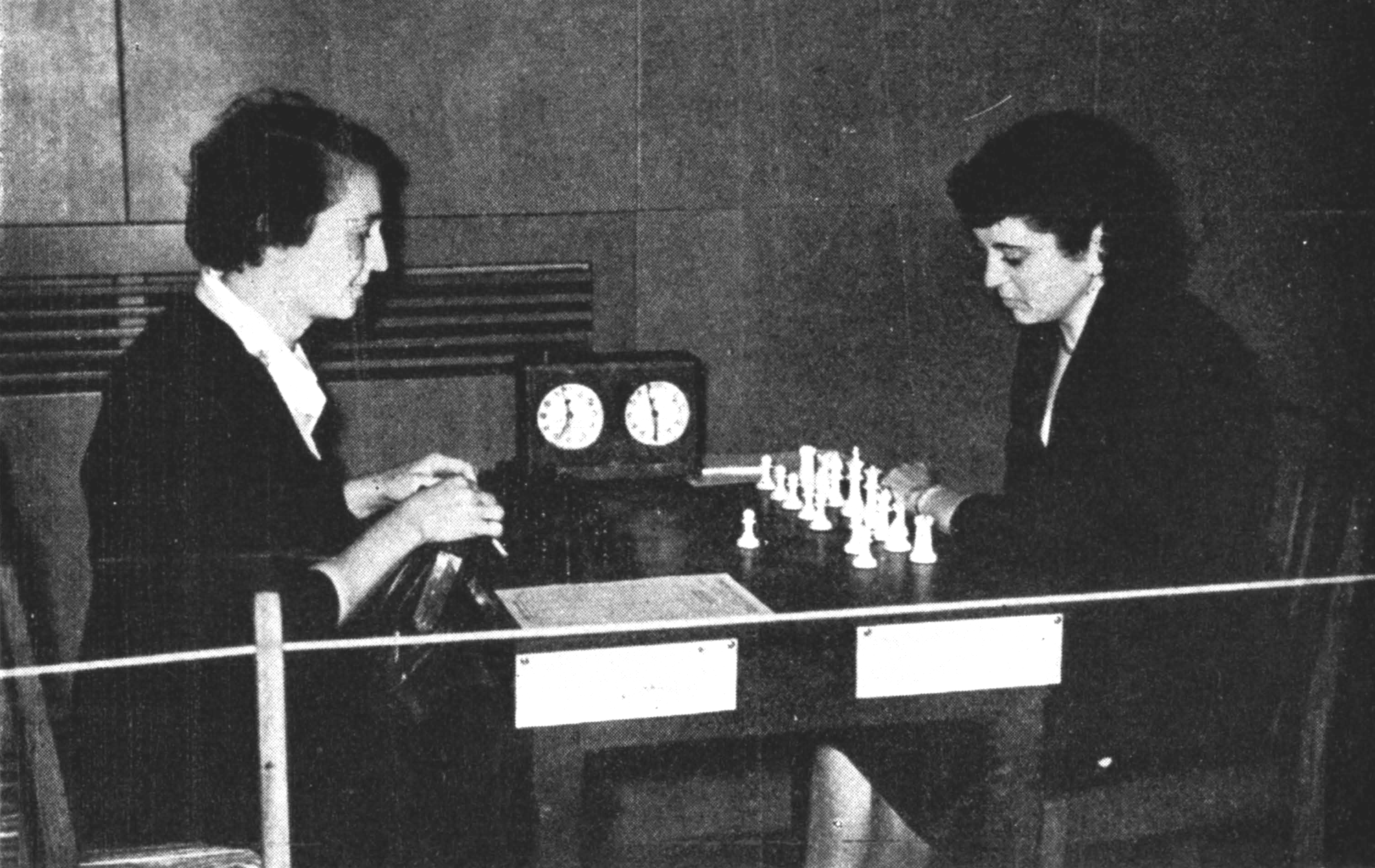
Celia Baudot (Izquierda) vs María Montero - Revista AJEDREZ Nro 03 - Junio 1954

## Biografía
Nacida el 5 de octubre de 1910, no fue hasta los cuarenta años de edad, después de haberse casado y criado tres hijos, que comenzó a participar en torneos, sin descuidar su anterior ocupación como profesora de música.

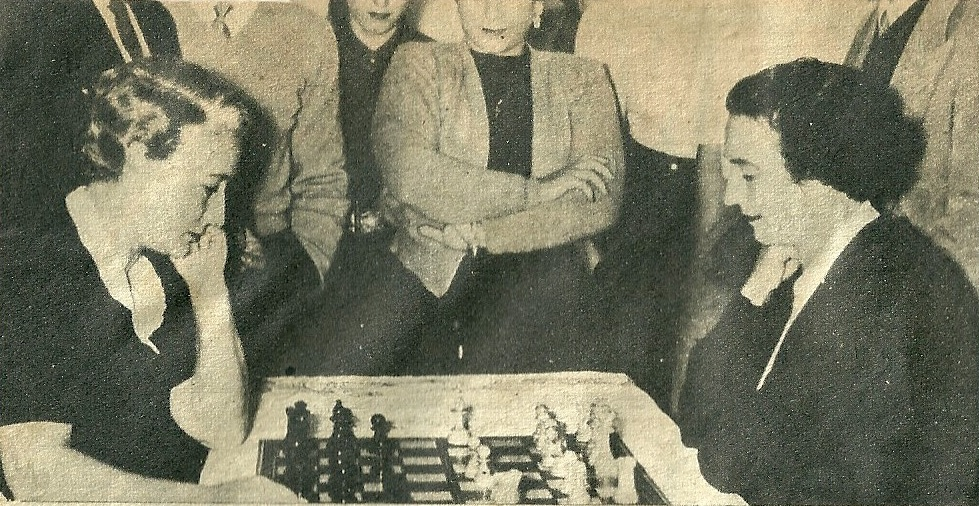
Celia Baudot de Moschini (Derecha) vs María M. de Trubint.

En 1954, ganó el Torneo Zonal de América del Sur del Campeonato Mundial de Ajedrez Femenino y fue galardonada con el título de Maestra Internacional Femenina de la FIDE.
Desde la década de 1950 hasta la de 1960, Celia Baudot de Moschini fue una de las principales ajedrecistas argentinas. Ganó seis veces el Campeonato Argentino Individual Femenino: 1953, 1957, 1958, 1962, 1963 y 1968.
En 1963, en Fortaleza (Ceará) Celia Baudot de Moschini ganó por segunda vez el Torneo Zonal de América del Sur.
Participó dos veces en el Campeonato Mundial Femenino de Ajedrez: En 1955, en Moscú, ocupó el puesto 18; en 1964, en Sujumi, ocupó el puesto 18.

## Carácter amateur
Dadas las destacadas victorias en torneos a nivel nacional y continental, que inclusive la llevaron dos veces a participar en el campeonato del mundo, y que demuestran su profesionalismo, es de notar también, el carácter amateur de esta jugadora, ella misma ha manifestado su preferencia por las partidas amistosas a las de torneo, su reticencia a compenetrarse con la literatura ajedrecística y ha reconocido su desventaja ante el meticuloso entrenamiento de las grandes figuras mundiales. Dice: “Todas ellas juegan de modo excelente, sobre todo al ajedrez oficial y dominan sus nervios”.

## Secuestro de su hijo Enrique
El 3 de diciembre de 1976, uno de sus hijos, Enrique Antonio Moschini, es secuestrado por un “grupo de tareas” de la dictadura. Nunca se supo más de él.